# István Kocsis
István Kocsis (6. října 1949 Csorna – 9. června 1994 Csorna) byl maďarský fotbalista, obránce. Zemřel 9. června 1994 ve věku 44 let na rakovinu.

## Fotbalová kariéra
V maďarské lize hrál za Pécsi MFC a Budapest Honvéd FC. V roce 1980 získal s Budapest Honvéd FC mistrovský titul. V belgické lize hrál za Lierse SK. Po návratu z belgického angažmá hrál ve druhé maďarské lize za FC Sopron. V Poháru mistrů evropských zemí nastoupil ve 4 utkáních, v jeho kvalifikace v dalších 2 utkáních a v Poháru UEFA nastoupil ve 21 utkáních a dal 2 góly. Za maďarskou reprezentaci nastoupil v letech 1977–1983 ve 20 utkáních. Byl členem maďarské reprezentace na Mistrovství světa ve fotbale 1978, nastoupil ve 2 utkáních.

## Ligová bilance
| Ročník                   | Zápasy | Góly | Klub               |
| ------------------------ | ------ | ---- | ------------------ |
| 1. maďarská liga 1969    | 2      | 0    | Pécsi MFC          |
| 1. maďarská liga 1970    | 14     | 0    | Pécsi MFC          |
| 1. maďarská liga 1970/71 | 30     | 4    | Pécsi MFC          |
| 1. maďarská liga 1971/72 | 23     | 1    | Pécsi MFC          |
| 1. maďarská liga 1972/73 | 29     | 1    | Pécsi MFC          |
| 1. maďarská liga 1973/74 | 30     | 4    | Pécsi MFC          |
| 1. maďarská liga 1974/75 | 29     | 0    | Pécsi MFC          |
| 1. maďarská liga 1975/76 | 29     | 0    | Budapest Honvéd FC |
| 1. maďarská liga 1976/77 | 33     | 0    | Budapest Honvéd FC |
| 1. maďarská liga 1977/78 | 34     | 0    | Budapest Honvéd FC |
| 1. maďarská liga 1978/79 | 31     | 1    | Budapest Honvéd FC |
| 1. maďarská liga 1979/80 | 29     | 0    | Budapest Honvéd FC |
| 1. maďarská liga 1980/81 | 30     | 0    | Budapest Honvéd FC |
| Belgická liga 1981/82    | 34     | 0    | Lierse SK          |
| Belgická liga 1982/83    | 32     | 0    | Lierse SK          |
| CELKEM 1. liga           | 409    | 11   |                    |